# 1944: The Loop Master
1944: The Loop Master è un videogioco arcade sparatutto a scorrimento verticale sviluppato da Raizing nel 2000.
1944 è il primo titolo della serie creata da Capcom, iniziata con 1942, in cui la software house giapponese si dedica esclusivamente alla pubblicazione del titolo. Negli stessi anni Capcom aveva iniziato a far sviluppare videogiochi da terze parti, come nel caso di Giga Wing (da Takumi nel 1999) e di Progear (con Cave nel 2001).

## Trama
Il videogioco è ambientato nel corso della seconda guerra mondiale. Il protagonista pilota un velivolo militare (un Lockheed P-38 Lightning o un Mitsubishi A6M).

## Modalità di gioco
1944 ha una grafica a 4:3, al contrario del rapporto d'aspetto 3:4 presente nei titoli precedenti. Il gioco si articola lungo quindici livelli, in cui è necessario sparare e distruggere aerei, navi da battaglia, carri armati, treni e torrette. Al termine di ogni livello è presente un boss.
Al contrario di 19XX: The War Against Destiny non è più possibile scegliere l'aereo. Il sistema dei punteggi è stato inoltre semplificato rispetto al predecessore e sono stati ripristinati i punti ferita. Oltre alle medaglie sono presenti diamanti che permettono di sbloccare power-up.